# Louis Lévy-Garboua
Pour les articles homonymes, voir Lévy.
Louis Lévy-Garboua, né le 27 septembre 1945  au Caire (Égypte), est un économiste français.
Professeur émérite d'économie comportementale, de microéconomie et d'économie des ressources humaines à l'université Paris 1 Panthéon-Sorbonne et à la Paris School of Economics, ses thèmes de recherche sont la microéconomie appliquée, l’économie comportementale et le capital humain.

## Biographie

### Jeunesse et études
Louis Lévy-Garboua étudie en classes préparatoires scientifiques et est reçu à l’École polytechnique. Il poursuit ses études à l'École nationale de la statistique et de l'administration économique. Docteur d’État en sciences économiques de l'université Paris I-Panthéon-Sorbonne (1972), il est reçu à l'agrégation des universités en sciences économiques en 1973. 

### Parcours professionnel
De 1969 à 1988, Louis Lévy-Garboua a été chargé de recherche puis directeur de recherche au CREDOC (Centre de Recherche pour l’Étude et l'Observation des Conditions de Vie). Entre 1977 et 1985, il est directeur de l'équipe de recherche associée au CNRS Économie Sociologique (ERA 776) et Président du Conseil scientifique de l'IREDU (Institut de Recherche en Économie de l’Éducation), Laboratoire propre du CNRS à l'Université de Dijon. 
Dans les années 1990, Louis Lévy-Garboua est Directeur du Laboratoire de Microéconomie Appliquée (LAMIA), unité associée au CNRS (D 0937), Premier Directeur de l’École Doctorale Analyse Économique Appliquée et Directeur du DEA de Microéconomie Appliquée de l’Université de Paris I. Dans ses activités électives, il est Membre élu du Conseil d'Administration, du Conseil et du Bureau de l'UFR d’Économie de l'Université de Paris I ainsi que Membre élu du Bureau Exécutif de la Société Européenne des Choix Publics (European Public Choice Society, ESPC). 
Par nomination, il est Membre du Conseil du Département Sciences de l'Homme et de la Société (SHS) au CNRS, Membre nommé du Conseil Scientifique du Département d'Économie et Sociologie Rurales à l'Institut national de la recherche agronomique (INRA) et Expert de la Direction de la Recherche du Ministère de l'Éducation nationale. 
À l’aube des années 2000, Louis Lévy-Garboua assure la fonction de Vice-Président de la Commission de Spécialistes en Sciences Économiques de l'Université de Paris I. De 2003 à 2004, il est Responsable du Symposium sur la rationalité limitée pour le Journal des Économistes et des Études Humaines.
Professeur à l'Université de Paris I, Louis Lévy-Garboua a dans un premier temps enseigné la microéconomie appliquée aux politiques publiques et aux institutions sociales ainsi que l’économie de la décision, l’économie de l’incertain, l’économie de l'information et l’économie des comportements. 
Dans les années 2000, il assure la préparation à l'agrégation de sciences économiques et sociales à l’École normale supérieure de Cachan portant sur le capital humain. Il se rend dans plusieurs universités internationales, notamment à l'université de Montréal, en tant qu’invité et spécialiste en microéconomie. 
Depuis 2000, Louis Lévy-Garboua est Fellow associé au CIRANO (Centre Interuniversitaire de Recherche et d’Analyse des Organisations) de Montréal. Il est également Directeur du Pôle Comportements et Rationalité au sein du TEAM (Théorie et Applications en Microéconomie et Macroéconomie, CNRS et université Paris I). Il est également membre du Conseil Scientifique de l'Observatoire de la Vie Etudiante (OVE), principal organisateur (avec Christine Roland-Lévy) de la Conférence internationale jointe IAREP/SABE (International Association for Research in Economic Psychology/Society for the Advancement of Behavioral Economics) et coorganisateur du séminaire Économie et psychologie à la Maison des Sciences Économiques de l’Université Paris I.
En mai 2012, il soutient publiquement le candidat Nicolas Sarkozy.

### Publications et fonctions
Il écrit ses principaux ouvrages dans les années 1970, notamment L’aide aux étudiants en France : faits et critique édité aux Éditions du CNRS en 1977, et fait des recherches importantes autour de l'économie de l'éducation. Il assure les fonctions de directeur de l'équipe de recherche associée au CNRS Économie Sociologique, de Président du Conseil scientifique de l'IREDU (Institut de Recherche en Économie de l’Éducation, CNRS, Université de Dijon), et de Directeur du Laboratoire de Microéconomie Appliquée (LAMIA), une unité également associée au CNRS. Fait Chevalier de l'Ordre national du Mérite en 1995, Louis Lévy-Garboua est nommé Expert de la Direction de la Recherche du Ministère de l'Éducation nationale. 

### Autres fonctions
- Fondateur et membre permanent du Comité d'organisation des Journées de Microéconomie Appliquée depuis 1984.
- Président de l’Association pour la Recherche en Microéconomie Appliquée (ARMA) depuis 1989.
- Membre élu du Bureau Exécutif de la Society for the Advancement of Behavioral Economics (SABE) depuis 2000.
- Responsable de nombreux contrats de recherche : 
  - Programme européen TSER (réseau de 6 équipes de recherche européennes) : Schooling, Training, and Transitions, 1997-2002.
  - Programme Cognitique pour le Ministère de la recherche: Raisonnement, apprentissage et inconscience dans les décisions individuelles et dans les jeux, 2000-2002.
  - Programme Toxicomanies pour Mission interministérielle de lutte contre la drogue et la toxicomanie, MILDT, et l’Institut national de la santé et de la recherche médicale, INSERM : Les usages de psychotropes par les adolescents : Interactions sociales et Conduites à risque, 2001-2004.
  - ACI Education Contextes sociaux, contextes institutionnels et rendements des systèmes éducatifs, 2004-2007.
  - Programme Pluri Formations Économie Comportementale et Psychologie Économique, 2006-2009.
- Membre du comité de sélection et d’évaluation pour l’appel d’offres du Commissariat général du Plan sur l’Efficacité des dépenses publiques (1997-1999), du comité de sélection du Fonds national suisse de la recherche scientifique (Problèmes de l’état social) (1999), du comité de sélection des chaires de recherche au Canada (2000-), Évaluateur de l’Austrian Fund, de l’European Science Foundation, etc.
- Membre du Bureau Editorial de Higher Education Policy (depuis 1996), de Raisons Éducatives (depuis 1998), du Journal des Économistes et des Études humaines (depuis 1989), de Comprendre (depuis 1999) et du Journal of Socio-Economics (depuis 2006).
- Referee auprès de plusieurs revues scientifiques françaises et étrangères : Revue Économique, Revue d’Économie Politique, Économie et Prévision, Economie Appliquée, Recherches Ergonomiques de Louvain, Nouvelle Revue de Psychologie Sociale, Journal of Public Economics, European Economic Review, Economics of Education Review, Journal of Population Economics, Review of Economics of the Household, European Journal of Political Economy, Journal of Cultural Economics, Journal of Economic Behavior and Organization, Theory and Decision, Social Science Quarterly, Journal of Socio-Economics, Journal of Economic Psychology, etc.
- Membre de l'Association Française de Sciences Économiques, de la European Economic Association, de l'American Economic Association, de la Society for the Advancement of Behavioral Economics, de l’International Association for Research in Economic Psychology.

## Distinctions
- Prix de l'Association Française de science Économique décerné à la thèse de Louis Lévy-Garboua en 1973
- Chevalier de l'Ordre national du Mérite, 1995

## Travaux

### Ouvrages
- Recherche sur les rendements de l’éducation en France, Paris, Édition CNRS, Col. A.T.P., n° 1, 1973[9].
- L’aide aux étudiants en France : faits et critique, Paris, Édition Economica, (with B. Lemennicier, B. Millot, F. Orivel), Édition CNRS, Col. A.T.P., n° 18, 1977[10].
- Sociological Economics, Londres, Édition Sage Pub, 1979.

### Articles récents
- 2005 : Fiscalité et offre de travail : une étude expérimentale (with D. Masclet and C. Montmarquette), Économie et Prévision[11].
- 2006 : Aspiration Levels and Educational Choices : an Experimental Study (with L. Page and C. Montmarquette), Volume 26, Issue 6, Décembre 2007, Pages 747-757[12].
- 2006 : Responsabilité individuelle et fiscalité (with C. Montmarquette and M.C. Villeval), Économie et Prévision, 2006, Aspiration Levels and Educational Choices : an Experimental Study (with L. Page and C. Montmarquette), Economics of Education Review[13].
- 2008 : Learning from Experience or Learning from Others? Inferring Informal Training from a Human Capital Earnings Function with Matched Employer-Employee Data (with G. Destré and M. Sollogoub), Journal of Socio-Economics[14].

### Working papers
- Aspiration Levels and Educational Choices : an Experimental Study, with Lionel Page and Claude Montmarquette (2006), published in Economics of Education Review 26, (2007), 747-757.
- A Behavioral Laffer Curve : Emergence of a Social Norm of Fairness in a Real Effort Experiment, with David Masclet and Claude Montmarquette, Journal of Economic Psychology, 30, (2009), 47-161.
- Learning from Experience or Learning from Others ? Inferring Informal Training from a Human Capital Earnings Function with Matched Employer-Employee Data, with Guillaume Destré and Michel Sollogoub, Journal of Socio-Economics 37, (2008), 919-938.
- Job Satisfaction and Quits, with Claude Montmarquette and Véronique Simonnet, Labour Economics 14 (2007), 251-268.
- The Formation of Social Preferences : Some Lessons from Psychology and Biology, with Claude Meidinger and Benoît Rapoport, in Handbook on the Economics of Giving, Altruism and Reciprocity, S.C. Kolm, and J. Mercier-Ythier (Eds.), Amsterdam : Elsevier (2006), 545-613.
- Preference Formation, School Dissatisfaction and Risky Behavior of Adolescents, with Youenn Lohéac and Bertrand Fayolle, Journal of Economic Psychology 27 (2006), 165-183.
- Reported Job Satisfaction : What Does it Mean?, with Claude Montmarquette, Journal of Socio-Economics 33 (2004), 135-151.
- Perception Séquentielle et Rationalité Limitée, (2003), published in Journal des Economistes et des Etudes Humaines 14 (2004), 63-77[15].
- An Economist’s View of Schooling Systems, with Nathalie Damoiselet, Gérard Lassibille and Lucia Navarro-Gomez in Human Capital over the Life Cycle, C. Sofer (ed.), Cheltenham, UK: Edward Elgar, (2004), 53-68.
- On the Rationality of Cognitive Dissonance, with Serge Blondel in The Expansion of Economics : Towards an Inclusive Social Science, S. Grossbard-Schechtman et C. Clague (eds), MESharpe, Inc., (2002), 227-238.
- A Microeconometric Study of Theatre Demand, with Claude Montmarquette, Journal of Cultural Economics 20 (1996), 25–50.
- Cognition in Seemingly Riskless Choices and Judgments, with Claude Montmarquette, (1996), published in Rationality and Society 8 (1996), 167-185.